# Squartet
Gli Squartet sono un trio di musica rock composto da Fabiano Marcucci (basso), Manlio Maresca (chitarra) e Marco Di Gasbarro (batteria), con l'aggiunta del tecnico del suono Francesco Fazzi.

## Storia
Formati a Roma nel 2004, hanno suonato in Italia ed Europa, collaborando con gruppi e musicisti come Ron Anderson, Mike Watt, Testadeporcu, Melt-Banana. Poco propensi alle catalogazioni musicali, gli Squartet definiscono la loro musica semplicemente come un "rock sui generis".
Con la JazzcoreInc, collettivo di musicisti, label discografica e promoter di eventi musicali in Italia e all'estero, gli Squartet hanno pubblicato il loro album d'esordio, omonimo, ricevendo un riscontro positivo dalla critica specializzata, ed ottenendo una nomination al Premio "Fuori dal Mucchio" (patrocinato dal MEI) per miglior album d'esordio del 2005.

Del 2009 è la seconda uscita, "Uwaga!", distribuita in Italia da Goodfellas e negli Stati Uniti da Wayside, costola della Cuneiform Records.
Nel periodo intercorso tra la pubblicazione dei due album, il trio ha partecipato ad altri progetti musicali, come Fingerprints (The Snakefinger Tribute Orchestra) ed Ardecore, il gruppo folk capitolino di Giampaolo Felici, in cui nel 2007 è entrato a far parte stabilmente, alternandosi agli Zu come band di supporto e con cui, nello stesso anno, si aggiudica il Premio Tenco come miglior Opera Prima.

## Stile
Accostati a volte al genere progressive, sono piuttosto legati all'approccio sporco del punk e destrutturante della no wave, arricchito dall'attività negli ambiti folk, jazz e della musica classica.

## Membri
- Fabiano Marcucci - basso
- Manlio Maresca - chitarra
- Marco Di Gasbarro - batteria
- Francesco Fazzi - tecnico del suono

## Discografia
- 2005 - Squartet
- 2009 - Uwaga!
- 2014 - Adplicatio Minima